# Josef Neiderhell sen.
Josef Neiderhell sen. (* 19. November 1918; † 22. Februar 1994) war ein deutscher Kommunalpolitiker (CSU) und von 1978 bis 1984  Landrat von Rosenheim.

## Leben
Neiderhell war langjähriger Leiter der Bauabteilung der Zellstoff- und Papierfabrik in Redenfelden (heute Gemeinde Raubling). Er war Kommunalpolitiker der CSU in seiner Wohngemeinde Raubling und ab 1974 (bis 1989) Kreisvorsitzender der CSU im Landkreis Rosenheim. Von 1978 bis 1984 war er Landrat im Landkreis Rosenheim. Zu seinen Gunsten sollte im Freistaat Bayern die Altersgrenze für die Wählbarkeit kommunaler Wahlbeamter geändert werden (lex Neiderhell). Dieses Ansinnen scheiterte aber bereits im Vorfeld der parlamentarischen Beratungen. Er war Mitglied der 8. Bundesversammlung am 23. Mai 1984 zur Wahl des Bundespräsidenten. Zur Landratswahl 1984 trat er Altersgründen nicht mehr an. Sein Nachfolger wurde Max Gimple (CSU).
Er ist der Vater von Josef Neiderhell jun., der von 2008 bis 2014 Landrat von Rosenheim war.

## Ehrungen
- Bundesverdienstkreuz 1. Klasse (30. August 1984)